# Frankenau

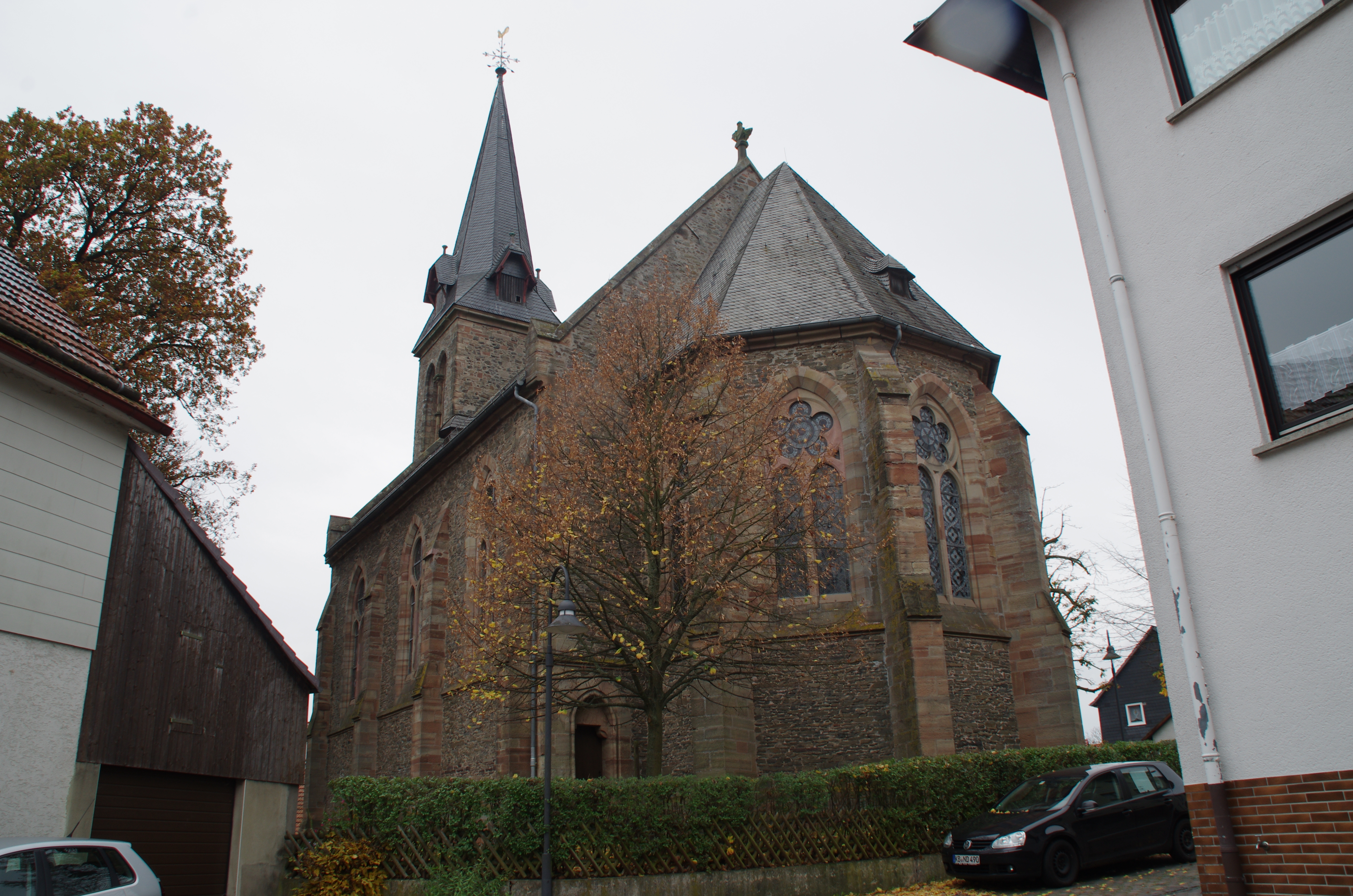
Kirche

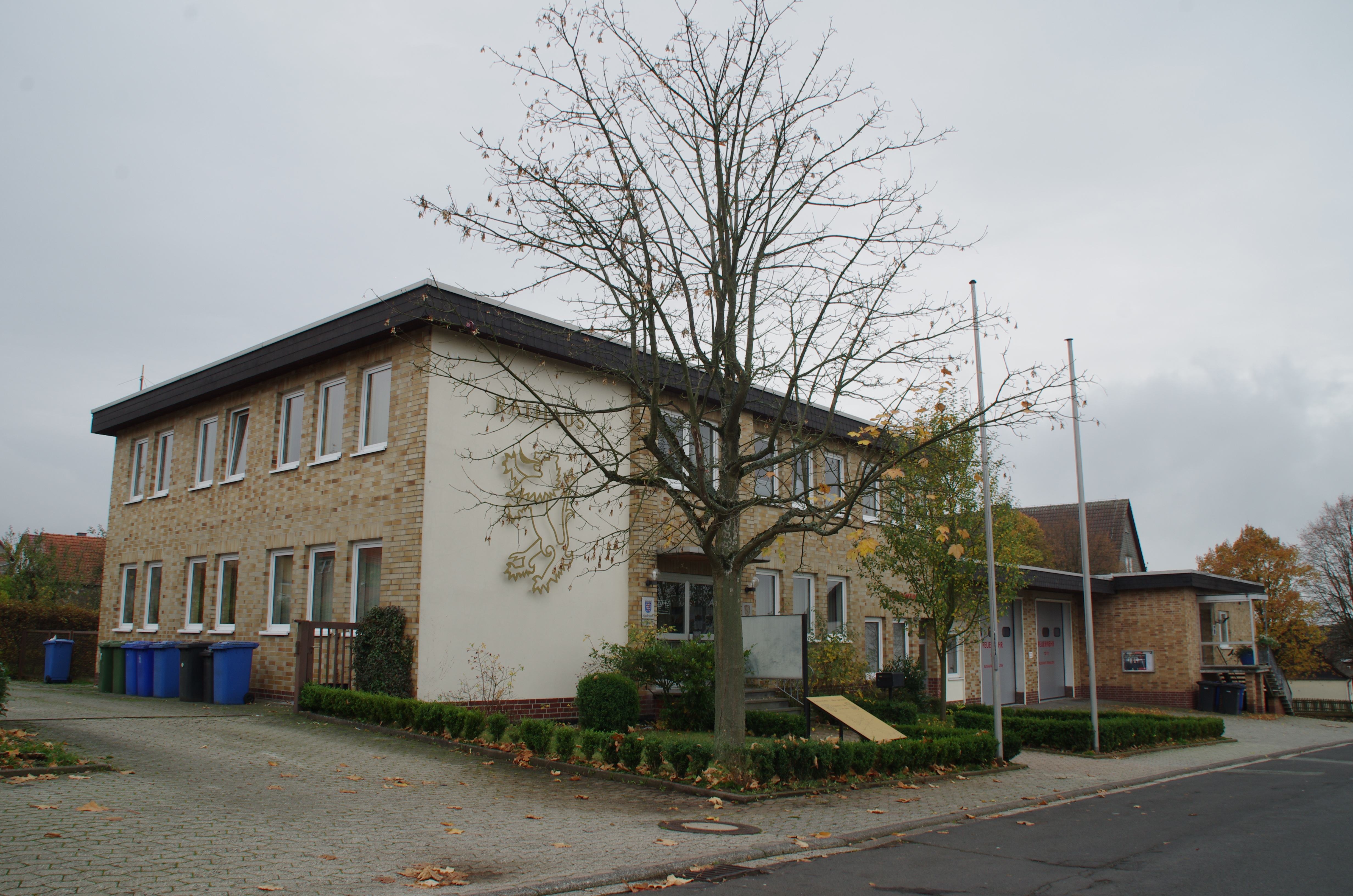
Rathaus

Frankenau ist eine Stadt im nordhessischen Landkreis Waldeck-Frankenberg. Sie trägt seit dem 21. Februar 2019 die amtliche Zusatzbezeichnung Nationalparkstadt, in Bezug auf den naheliegenden Nationalpark Kellerwald-Edersee.

## Geographie

### Geographische Lage
Frankenau liegt im Kellerwald südwestlich des Bergs Talgang. Es befindet sich am Südrand des Nationalparks Kellerwald-Edersee am Ursprung und Oberlauf des Eder-Zuflusses Lorfe (Lorfebach).

### Nachbargemeinden
Frankenau grenzt im Norden an die Gemeinde Vöhl, im Osten an die Gemeinde Edertal und die Stadt Bad Wildungen, im Süden an die Gemeinde Haina sowie im Westen an die Stadt Frankenberg (alle im Landkreis Waldeck-Frankenberg).

### Stadtteile
Kernstadt Frankenau, Allendorf, Altenlotheim, Dainrode, Ellershausen und Louisendorf.

### Klima

Niederschlagsdiagramm

Der Jahresniederschlag liegt bei 733 mm und ist damit vergleichsweise normal, da er in das mittlere Drittel der in Deutschland erfassten Werte fällt. An 48 % der Messstationen des Deutschen Wetterdienstes werden niedrigere Werte registriert. Der trockenste Monat ist der Februar, die meisten Niederschläge fallen im Juni. Im Juni fallen 1,5 mal mehr Niederschläge als im Februar. Die Niederschläge variieren nur minimal und sind extrem gleichmäßig übers Jahr verteilt. An nur zwei Prozent der Messstationen werden niedrigere jahreszeitliche Schwankungen registriert.

## Geschichte

### Ortsgeschichte
Die Entstehung von Frankenau und der Nachbarstadt Frankenberg geht vermutlich bis in die Frankenzeit zurück. Die Besiedlung des Gebiets erfolgte durch die Chatten. Der eigentliche Ort Frankenau soll als Grenzfeste gegen die Sachsen errichtet worden sein. Vermutungen gehen von einer Gründung um 500 nach Chr. bzw. 750 nach Chr. aus. Stadtrechte erhielt Frankenau vermutlich im Jahre 1242 von Heinrich Raspe, Landgraf von Thüringen. Die älteste bekannte Urkunde über Frankenau wurde am 4. April 1266 durch Landgraf Heinrich I. von Hessen ausgefertigt und beinhaltet die Bestätigung der Stadtrechtsverleihung.
Frankenau war über Jahrhunderte ein armes Ackerbürgerstädtchen. Ein besonders schwerer Schicksalsschlag ereilte die Bewohner am 22. April 1865, als nahezu die gesamte Stadt einem Feuer zum Opfer fiel. Durch die enormen Leistungen der damaligen Bewohner konnte der Ort wieder neu aufgebaut werden. Die neue Kirche, erbaut nach Plänen des späteren Landesbaumeisters Wilhelm Müller, konnte erst 1878 eingeweiht werden.
Heute ist Frankenau als anerkannter Erholungsort eines der Ferienzentren im Landkreis Waldeck-Frankenberg, Tor zum Nationalpark Kellerwald-Edersee und Hauptort der seit Anfang der 1970er Jahre bestehenden Großgemeinde Frankenau.

### Eingemeindungen
Im Zuge der Gebietsreform in Hessen wurden auf freiwilliger Basis eingegliedert: Am 1. Februar 1971 die bis dahin selbständige Gemeinde Allendorf. Am 31. Dezember 1971 kam Louisendorf hinzu. Altenlotheim und Ellershausen folgten am 1. Juli 1972. Die Reihe der Eingemeindungen wurde mit der Eingliederung von Dainrode am 1. Januar 1974 kraft Landesgesetz abgeschlossen. Für alle ehemals eigenständigen Gemeinden von Frankenau wurden Ortsbezirke mit Ortsbeirat und Ortsvorsteher nach der Hessischen Gemeindeordnung eingerichtet.

### Verwaltungsgeschichte im Überblick
Die folgende Liste zeigt die Staaten und Verwaltungseinheiten, denen Frankenau angehört(e):
- vor 1567: Heiliges Römisches Reich, Landgrafschaft Hessen, Amt Frankenberg
- ab 1567: Heiliges Römisches Reich, Landgrafschaft Hessen-Marburg, Amt Frankenberg
- 1604–1648: Heiliges Römisches Reich, Herrschaft Itter (strittig zwischen Hessen-Kassel und Hessen-Darmstadt (Hessenkrieg))[11]
- ab 1648: Heiliges Römisches Reich, Landgrafschaft Hessen-Kassel, Amt Frankenberg
- ab 1806: Landgrafschaft Hessen-Kassel, Amt Frankenberg
- 1807–1813: Königreich Westphalen, Departement der Werra, Distrikt Marburg, Kanton Frankenau
- ab 1815: Kurfürstentum Hessen, Amt Frankenberg[12]
- ab 1821: Kurfürstentum Hessen, Provinz Oberhessen, Kreis Frankenberg[13][Anm. 2]
- ab 1848: Kurfürstentum Hessen, Bezirk Marburg
- ab 1851: Kurfürstentum Hessen, Provinz Oberhessen, Kreis Frankenberg
- ab 1867: Königreich Preußen, Provinz Hessen-Nassau, Regierungsbezirk Kassel, Kreis Frankenberg
- ab 1871: Deutsches Reich, Königreich Preußen, Provinz Hessen-Nassau, Regierungsbezirk Kassel, Kreis Frankenberg
- ab 1918: Deutsches Reich, Freistaat Preußen, Provinz Hessen-Nassau, Regierungsbezirk Kassel, Kreis Frankenberg
- ab 1944: Deutsches Reich, Freistaat Preußen, Provinz Kurhessen, Landkreis Frankenberg
- ab 1945: Deutsches Reich, Amerikanische Besatzungszone, Groß-Hessen, Regierungsbezirk Kassel, Landkreis Frankenberg
- ab 1946: Deutsches Reich, Amerikanische Besatzungszone, Hessen, Regierungsbezirk Kassel, Landkreis Frankenberg
- ab 1949: Bundesrepublik Deutschland, Hessen, Regierungsbezirk Kassel, Landkreis Frankenberg
- ab 1974: Bundesrepublik Deutschland, Hessen, Regierungsbezirk Kassel, Landkreis Waldeck-Frankenberg

### Jüdische Gemeinde
Jüdische Einwohner sind erstmals im Jahre 1659 belegt, als ein „Schutzjude“ mit zwei Familienangehörigen bekundet ist. 1671 ist dann eine zweite jüdische Familie am Ort vermeldet. Im 18. Jahrhundert begann ein allmähliches Wachstum, und 1785 werden sieben „Schutzjuden“ genannt. Die jüdische Gemeinde war nie sehr groß: sie erreichte mit 70 Personen und 7,1 % der Gesamtbevölkerung von 980 im Jahre 1905 ihren Höhepunkt. Die kleine Gemeinde hatte eine Synagoge, eine jüdische Schule, ein rituelles Bad und einen Friedhof. Die Synagoge wurde 1867 erbaut, nach dem großen Stadtbrand von 1865.
Im Jahre 1933 lebten 65 jüdische Einwohner in der Stadt. Danach nahm ihre Zahl durch Ab- und Auswanderung schnell ab. Die letzte Familie meldete sich am 28. März 1939 aus Frankenau ab. 1938 war abzusehen, dass eine Kehillah zur Abhaltung von Gottesdiensten bald nicht mehr zusammenkommen würde, und im Frühjahr oder Sommer 1938 wurde die Synagoge an einen Nachbarn verkauft. Wegen Schwammbefalls wurde das Gebäude schließlich abgerissen. Der Sockel mit dem Kellerraum war 1949 noch vorhanden. Auf dem Grundstück (Rieschstraße 6) wurde später ein neues Gebäude errichtet.
Am 17. Juni 1992, anlässlich der 750-Jahr-Feier der Verleihung der Stadtrechte, wurde an der Grundstücksgrenze zwischen der ehemaligen Synagoge und der evangelischen Kirche ein Gedenkstein für die ermordeten und vertriebenen jüdischen Einwohner errichtet.

## Bevölkerung

### Einwohnerstruktur 2011
Nach den Erhebungen des Zensus 2011 lebten am Stichtag, dem 9. Mai 2011, in Frankenau 3075 Einwohner. Darunter waren 36 (1,17 %) Ausländer, von denen 15 aus dem EU-Ausland, 12 aus anderen europäischen Ländern und 9 aus anderen Staaten kamen. (Bis zum Jahr 2019 erhöhte sich die Ausländerquote auf 3,2 %.) Nach dem Lebensalter waren 555 Einwohner unter 18 Jahren, 1236 zwischen 18 und 49, 654 zwischen 50 und 64 und 627 Einwohner waren älter. Die Einwohner lebten in 1248 Haushalten. Davon waren 300 Singlehaushalte, 375 Paare ohne Kinder und 447 Paare mit Kindern, sowie 114 Alleinerziehende und 15 Wohngemeinschaften. In 258 Haushalten lebten ausschließlich Senioren und in 789 Haushaltungen leben keine Senioren.

### Einwohnerentwicklung
| • 1577: | 115 Haushaltungen |
| • 1747: | 145 Haushaltungen |

| Frankenau: Einwohnerzahlen von 1834 bis 2020 | Frankenau: Einwohnerzahlen von 1834 bis 2020 | Frankenau: Einwohnerzahlen von 1834 bis 2020 | Frankenau: Einwohnerzahlen von 1834 bis 2020 | Frankenau: Einwohnerzahlen von 1834 bis 2020 |
| --- | -------------------------------------------- | -------------------------------------------- | -------------------------------------------- | -------------------------------------------- |
| Jahr |                                              |                                              |                                              | Einwohner                                    |
| 1834 | 1834                                         |                                              | 963                                          | 963                                          |
| 1840 | 1840                                         |                                              | 999                                          | 999                                          |
| 1846 | 1846                                         |                                              | 1.037                                        | 1.037                                        |
| 1852 | 1852                                         |                                              | 1.023                                        | 1.023                                        |
| 1858 | 1858                                         |                                              | 1.045                                        | 1.045                                        |
| 1864 | 1864                                         |                                              | 1.092                                        | 1.092                                        |
| 1871 | 1871                                         |                                              | 1.002                                        | 1.002                                        |
| 1875 | 1875                                         |                                              | 1.002                                        | 1.002                                        |
| 1885 | 1885                                         |                                              | 995                                          | 995                                          |
| 1895 | 1895                                         |                                              | 944                                          | 944                                          |
| 1905 | 1905                                         |                                              | 982                                          | 982                                          |
| 1910 | 1910                                         |                                              | 1.006                                        | 1.006                                        |
| 1925 | 1925                                         |                                              | 1.071                                        | 1.071                                        |
| 1939 | 1939                                         |                                              | 1.123                                        | 1.123                                        |
| 1946 | 1946                                         |                                              | 1.450                                        | 1.450                                        |
| 1950 | 1950                                         |                                              | 1.437                                        | 1.437                                        |
| 1956 | 1956                                         |                                              | 1.328                                        | 1.328                                        |
| 1961 | 1961                                         |                                              | 1.331                                        | 1.331                                        |
| 1967 | 1967                                         |                                              | 1.405                                        | 1.405                                        |
| 1972 | 1972                                         |                                              | 2.815                                        | 2.815                                        |
| 1975 | 1975                                         |                                              | 3.001                                        | 3.001                                        |
| 1980 | 1980                                         |                                              | 3.104                                        | 3.104                                        |
| 1985 | 1985                                         |                                              | 3.117                                        | 3.117                                        |
| 1990 | 1990                                         |                                              | 3.375                                        | 3.375                                        |
| 1995 | 1995                                         |                                              | 3.979                                        | 3.979                                        |
| 2000 | 2000                                         |                                              | 3.650                                        | 3.650                                        |
| 2005 | 2005                                         |                                              | 3.492                                        | 3.492                                        |
| 2010 | 2010                                         |                                              | 3.334                                        | 3.334                                        |
| 2011 | 2011                                         |                                              | 3.075                                        | 3.075                                        |
| 2015 | 2015                                         |                                              | 2.919                                        | 2.919                                        |
| 2020 | 2020                                         |                                              | 2.875                                        | 2.875                                        |
| Datenquelle: Historisches Gemeindeverzeichnis für Hessen: Die Bevölkerung der Gemeinden 1834 bis 1967. Wiesbaden: Hessisches Statistisches Landesamt, 1968. Weitere Quellen: ; 1972:; Hessisches Statistisches Informationssystem; Zensus 2011 Die Zahlen ab 1971 enthalten die im Zuge der Gebietsreform in Hessen eingegliederten Orte. |                                              |                                              |                                              |                                              |

### Historische Religionszugehörigkeit
| • 1885: | 939 evangelische (= 94,37 %), 2 katholische (= 0,20 %), 54 jüdische (= 5,43 %) Einwohner   |
| • 1987: | 2754 evangelische (= 89,8 %), 171 katholische (= 5,6 %), 143 sonstige (= 4,7 %) Einwohner  |
| • 2011: | 2508 evangelische (= 81,6 %), 156 katholische (= 5,1 %), 411 sonstige (= 13,3 %) Einwohner |

## Politik

### Stadtverordnetenversammlung
Die Kommunalwahl am 14. März 2021 lieferte folgendes Ergebnis, in Vergleich gesetzt zu früheren Kommunalwahlen:
| Stadtverordnetenversammlung – Kommunalwahlen 2021 | Stadtverordnetenversammlung – Kommunalwahlen 2021                   |
| --- | ------------------------------------------------------------------- |
| Stimmenanteil in %Wahlbeteiligung 68,9 % 6050403020100 34,4 (−20,6)34,1 (+6,2)19,4 (n. k.)9,9 (−3,5)2,2 (−1,5) SPDFBbGLFcCDUPiraten20162021Anmerkungen:b Freie Bürgerc Grüne Liste Frankenberg | SitzverteilungInsgesamt 15 Sitze - SPD: 5 - GLF: 3 - FB: 5 - CDU: 2 |

| Parteien und Wählergemeinschaften | Parteien und Wählergemeinschaften           | % 2021 | Sitze 2021 | % 2016 | Sitze 2016 | % 2011 | Sitze 2011 | % 2006 | Sitze 2006 | % 2001 | Sitze 2001 |
| SPD                               | Sozialdemokratische Partei Deutschlands     | 34,4   | 5          | 55,0   | 8          | 55,9   | 13         | 56,0   | 13         | 50,1   | 12         |
| FB                                | Freie Bürger                                | 34,1   | 5          | 27,9   | 4          | 27,7   | 6          | 24,6   | 6          | 29,7   | 7          |
| GLF                               | Grüne Liste Frankenau                       | 19,4   | 3          | —      | —          | —      | —          | —      | —          | —      | —          |
| CDU                               | Christlich Demokratische Union Deutschlands | 9,9    | 2          | 13,4   | 2          | 13,7   | 3          | 19,4   | 4          | —      | —          |
| Piraten                           | Piratenpartei Deutschland                   | 2,2    | —          | 3,7    | 1          | 2,7    | 1          | —      | —          | —      | —          |
| BF                                | Bürgerbündnis Frankenau                     | —      | —          | —      | —          | —      | —          | —      | —          | 20,2   | 4          |
| Gesamt                            | Gesamt                                      | 100,0  | 15         | 100,0  | 15         | 100,0  | 23         | 100,0  | 23         | 100,0  | 23         |
| Wahlbeteiligung in %              | Wahlbeteiligung in %                        | 68,9   | 68,9       | 56,6   | 56,6       | 58,7   | 58,7       | 51,7   | 51,7       | 62,1   | 62,1       |

### Bürgermeister
Nach der hessischen Kommunalverfassung wird der Bürgermeister für eine sechsjährige Amtszeit gewählt, seit dem Jahr 1993 in einer Direktwahl, und ist Vorsitzender des Magistrats, dem in der Stadt Frankenau neben dem Bürgermeister ehrenamtlich ein Erster Stadtrat und fünf weitere Stadträte angehören. Bürgermeister ist seit dem 1. April 2022 der parteiunabhängige Manuel Steiner. Er wurde als Nachfolger von Björn Brede (SPD), der nach zwei Amtszeiten nicht mehr zur Wahl antrat, am 26. September 2021 im ersten Wahlgang bei 80,55 Prozent Wahlbeteiligung mit 55,89 Prozent der Stimmen gewählt.
Amtszeiten der Bürgermeister
- 2022–2028 Manuel Steiner[24]
- 2010–2022 Björn Brede (SPD)[25]
- 2002–2009 Reinhard Kubat (SPD) (im Amt seit 1. Januar, wechselte in seiner zweiten Amtszeit am 1. Januar 2010 als Landrat zum Landkreis Waldeck-Frankenberg)
- 1990–2001 Reiner Peterka (SPD)[28]

### Wappen
| Wappen von Frankenau | Blasonierung: „Im roten Schild ein blaubewehrter goldener Löwe.“ |
| Wappen von Frankenau | Wappenbegründung: Das Stadtwappen ist seit dem 16. Jahrhundert durch Siegelabdrücke belegt. Da Frankenau stets zur Landgrafschaft Hessen gehörte, ist der Löwe im Wappen ohne jeden Zweifel der hessische Löwe. Um Verwechslungen mit dem landgräflichen Wappen und den Löwenwappen anderer hessischer Städte zu vermeiden, wurde der Löwe ohne Querteilung ganz in Gold mit rotem Schild und blauer Zunge und blauen Krallen dargestellt. |

### Städtepartnerschaften
Frankenau unterhält mit folgenden Städten eine Städtepartnerschaft:
- Die, Auvergne-Rhône-Alpes, Frankreich (seit 1991)
- Wirksworth, England, Vereinigtes Königreich (seit 2006)

## Persönlichkeiten
- Otto Scheffer (1811–1882), Landwirt und Mitglied der kurhessischen Ständeversammlung
- Carl Zimmermann (1864–1949), Kommandeur der Schutztruppe für Kamerun
- Jakob Hesse (1881–1966), deutscher Maurer und Abgeordneter (USPD), geboren in Frankenau
- Richard Huelsenbeck (1892–1974), Schriftsteller, Lyriker, Essayist, Dramatiker, Arzt und Psychoanalytiker, geboren in Frankenau